# ウォーゲーム日本史
『ウォーゲーム日本史』は、国際通信社が発行する解説書付きウォーシミュレーションゲームである。アナログゲームとしてのウォーゲームを扱う。1,4,7,10月の季刊として発行され、発売は発行前月の20日前後である。国際通信社ではコマンドマガジン日本版の姉妹誌として紹介している。2012年5月現在、一般書店で入手可能（取り扱いは星雲社）。26号を最後に休刊することが、ホームページで告知され無期休刊となった。2016年10月、単発刊行の27号がボックス仕様で発売された。

## 傾向
比較的短いプレイ時間で遊べるゲームを付録としており、初心者から中級者まで手軽に繰り返し遊べる内容が多い。また過去あまりウォーゲームにならなかったようなテーマを積極的に取り上げているのが特徴。同じ国際通信社から発行されているコマンドマガジン日本版でも日本史を題材にしたウォーゲームを付録にしているが、ゲームサイズやプレイ時間では、ウォーゲーム日本史のほうがより手軽である。

## 内容
日本史をテーマとしたゲーム本体と解説書によって構成されており、具体的には、以下の通りである（号によって異なる場合がある）。
ゲーム本体
- ゲームマップ
- ゲームで使用する厚紙のコマやカードなど
- ルール

解説書
- 歴史的背景などの解説記事
- ゲームのリプレイなどの関連記事

1号から8号まではブリスターパックに収納されていて、ルールは解説書に含まれ、号によってはサイコロやコマなどの保管に使うチャック付きポリ袋が入っていた。9号からは、姉妹誌コマンドマガジン日本版と同様に、雑誌にゲームを挟み込みチャック付きポリ袋で封をする装丁に変更され、ルールが独立した。
連載
- 中世日本の城砦（来栖平次郎）

## 発行リスト
| 発行年 | 号数   | ゲーム                                    | デザイン                 | 内容                                                                                                  |
| ------ | ------ | ----------------------------------------- | ------------------------ | --- |
| 2009年 | 第01号 | 『新選組始末記 ～鴨川血風録～』           | 中嶋真                   | 1駒1人で京都のエリア支配を競う太平記システムのゲーム                                                  |
| 2009年 | 第02号 | 『新・戦国大名』                          | 鈴木銀一郎               | 古典『戦国大名』のリメイク                                                                            |
| 2009年 | 第03号 | 『関ヶ原戦役』                            | 池田康隆                 | 上杉方面までを含む戦略級カードドリブンゲーム                                                          |
| 2010年 | 第04号 | 『討入忠臣蔵 ～元禄太平記～』             | 中嶋真                   | 1駒1人のチャンバラ要素を持つ吉良脱出シミュレーションゲーム                                            |
| 2010年 | 第05号 | 『川中島軍記』                            | 池田康隆                 | |
| 2010年 | 第06号 | 『箱館戦争／箱館湾海戦』                  | ドナルド・ブース         | |
| 2010年 | 第07号 | 『長篠・設楽原合戦』                      | じんぼただとし           | 長篠城攻略を含む作戦級カードドリブンゲーム                                                            |
| 2011年 | 第08号 | 『志士の時代 幕末ボードゲーム』           | 鈴木銀一郎               | 幕末の主要人物が多数登場                                                                              |
| 2011年 | 第09号 | 『東国争乱』                              | 芝村裕吏                 | 戦国大名の領地拡大を新歴史観でデザインしたマルチゲーム                                                |
| 2011年 | 第10号 | 『源平合戦 〜寿永の乱〜』                 | じんぼただとし           | 宇治川から壇ノ浦までの源平の戦いを再現                                                                |
| 2011年 | 第11号 | 『信長軍記』                              | ドナルド・ブース         | 桶狭間以前の信長による尾張統一戦がテーマ                                                              |
| 2012年 | 第12号 | 『清盛軍記 保元・平治の乱』               | 中嶋真                   | 保元の乱、平治の乱の両方をプレイ可能                                                                  |
| 2012年 | 第13号 | 『最後のサムライ 西南戦争』               | 砂漠のキタキツネ         | 西南戦争をカードドリブンで再現                                                                        |
| 2012年 | 第14号 | 『ゆけ! 信長家臣団』                      | 芝村裕吏                 | 全員が信長の家臣となって成果を競う協力型マルチゲーム                                                  |
| 2012年 | 第15号 | 『八王子城攻城戦』                        | 伏見健二                 | 戦国時代の攻城戦を扱う珍しい戦術級ゲーム                                                              |
| 2013年 | 第16号 | 『会津戊辰戦争』                          | じんぼただとし           | 新政府軍による会津戦争がテーマ                                                                        |
| 2013年 | 第17号 | 『三河物語 〜参州一向争乱記』             | 中嶋真                   | 三河一向一揆がテーマの太平記システムのゲーム                                                          |
| 2013年 | 第18号 | 『元亀争乱 ソリティア信長包囲網』         | ウォーゲーム日本史編集部 | 上洛以後の信長の天下取りがテーマの一人プレイ専用ゲーム                                                |
| 2013年 | 第19号 | 『進撃の大海人 壬申の乱』                 | ドナルド・ブース         | カードプレイが特徴の壬申の乱                                                                          |
| 2014年 | 第20号 | 『三方ヶ原合戦』                          | じんぼただとし           | 信玄の上洛戦における徳川との戦い、『長篠・設楽原合戦』システム                                        |
| 2014年 | 第21号 | 『阿弖流為伝』                            | 田島準                   | 平安時代初期の東北における朝廷と蝦夷の争い                                                            |
| 2014年 | 第22号 | 『群雄割拠』                              | 砂漠のキタキツネ         | 戦国時代の手軽なボードゲーム                                                                          |
| 2014年 | 第23号 | 『応仁記』                                | 中嶋真                   | 応仁の乱がテーマ                                                                                      |
| 2015年 | 第24号 | 『ユキムラズ・ラスト・バトル 大坂夏の陣』 | ドナルド・ブース         | ヘクスタイプのウォーゲーム                                                                            |
| 2015年 | 第25号 | 『桶狭間合戦』                            | じんぼただとし           | 桶狭間の戦いがテーマのボードゲーム、『長篠・設楽原合戦』システム                                      |
| 2015年 | 第26号 | 『忍者大戦』                              | 芝村裕吏                 | 忍者の生き様がテーマのカードゲーム                                                                    |
| 2016年 | 第27号 | 『壬生狼顛末記』                          | 砂漠のキタキツネ         | ワーカープレイスメント系のボードゲームだが、カードを置いて毎回異なるボードを形成して使用する          |
| 2018年 | 第28号 | 『天下布武 戦国大名たちの戦い』           | 川北翔                   | 1985年にエポック社レックカンパニーから販売された『シミュレーション入門1』に含まれていた同名作品の再販 |